# Anticarsia gemina
Anticarsia gemina är en fjärilsart som beskrevs av J. Peter Maassen 1890. Anticarsia gemina ingår i släktet Anticarsia och familjen nattflyn. Inga underarter finns listade i Catalogue of Life.